# Yocto Project
Yocto Project — проект Linux Foundation с открытым исходным кодом, целью которого является создание инструментов позволяющих создавать дистрибутивы Linux для встроенного программного обеспечения и IoT, которые не зависят от базовой архитектуры встроенного оборудования. Проект был анонсирован Linux Foundation в 2010 году и запущен в марте 2011 года в сотрудничестве с 22 организациями, включая OpenEmbedded.
Целью Yocto Project является улучшение процесса разработки программного обеспечения для встраиваемых дистрибутивов Linux. Yocto Project предоставляет инструменты функциональной совместимости, метаданные и процессы, которые обеспечивают быстро воспроизводимую разработку встраиваемых систем на базе Linux, в которых можно настроить каждый аспект процесса разработки.
В октябре 2018 года Arm Holdings заключила партнёрское соглашение с Intel, чтобы обмениваться кодом для встраиваемых систем в рамках проекта Yocto.

## Цель проекта
Целью Yocto Project является упрощение жизни разработчикам специализированных систем Linux, поддерживающих архитектуры ARM, MIPS, PowerPC и x86/x86-64. Значимой частью этого проекта является система сборки OpenEmbedded, которая позволяет разработчикам создавать свой собственный дистрибутив Linux, специфичный для их среды. Yocto Project и OpenEmbedded Project совместно поддерживают основные части системы сборки OpenEmbedded: механизм сборки BitBake и основные метаданные OpenEmbedded-Core. Проект Yocto предоставляет эталонную реализацию под названием Poky, которая содержит систему сборки OpenEmbedded, а также большой набор рецептов, организованных в виде иерархической системы слоёв, которые можно использовать в качестве полнофункционального шаблона для настраиваемой встроенной операционной системы.
В рамках проекта есть несколько других подпроектов, которые включают CROPS, matchbox и многие другие. Одной из основных целей проекта является совместимость этих инструментов.
Проект предлагает решения разного размера от крошечных до полнофункциональных, которые конфигурируются и кастомизируются конечным пользователем. Yocto Project поощряет взаимодействие с вышестоящими проектами и внес большой вклад в OpenEmbedded-Core и BitBake, также как и в прочие проекты, включая ядро Linux. Полученные образы обычно полезны в системах, где будет использоваться встроенный Linux, обычно это системы, ориентированные на одноразовое использование, или системы без обычных экранов / устройств ввода.
Помимо создания систем Linux, существует также возможность создания набора инструментов для кросс-компиляции и комплекта разработки программного обеспечения (SDK), адаптированного к их собственному дистрибутиву. Проект старается быть независимым от программного обеспечения и поставщиков. Так, например, можно выбрать, какой формат менеджера пакетов использовать (deb, rpm или ipk).
В сборках есть варианты различных тестов работоспособности во время сборки, регрессионных тестов, а также возможность загрузки и тестирования определённых образов в QEMU для проверки сборки.
Проект известен тем, что уделяет значительное внимание хорошей документации и старается обновлять документацию для каждого релиза, сохраняя все документы для текущих и архивных выпусков на веб-сайте, поскольку документация может значительно меняться с каждым релизом.

## Управление проектом
Проект Yocto — один из многих совместных проектов, организованных Linux Foundation.
Управление проектом  разделено на административное и техническое подразделения, хотя многие участники участвуют в обоих.
За техническим подразделением наблюдает архитектор проекта Ричард Перди (член Linux Foundation), который имеет долгую историю участия во многих компонентах и технологиях проекта. Архитектор поддерживает иерархию специалистов по сопровождению различных компонентов системы, подобно тому, как поддерживается ядро Linux.
Административное подразделение состоит из консультативного совета, состоящего из представителей организаций-участников проекта, в том числе нескольких крупных поставщиков микросхем, поставщиков коммерческих операционных систем, использующих Yocto Project в качестве инструмента сборки, корпоративных пользователей, а также представителей таких групп, как консультанты по программному обеспечению и члены сообщества. Организации-члены этого совета предоставляют ресурсы для проекта. Есть также несколько рабочих групп консультативного совета, которые выполняют административные функции проекта, такие как финансы, инфраструктура, защита интересов и работа с общественностью, а также управление сообществом.

## Версии
Основные выпуски происходят примерно каждые 6 месяцев (апрель и октябрь).
Версия 3.1 была первой LTS версией, первоначально поддерживаемым в течение двух лет. С тех пор каждые два года добавляется новая LTS версия.
В 2021 году поддержка версии 3.1 была продлена ещё на два года до 2024 года. Это было сделано в качестве эксперимента, чтобы дать пользователям время для перехода на более новую версию LTS, но это не будет делаться для всех LTS релизов.
| Версия                                                             | Кодовое имя | Дата релиза | Поддержка до |
| ------------------------------------------------------------------ | ----------- | ----------- | ------------ |
| 5.2                                                                | Walnascar   | 04/2025     | 11/2025      |
| 5.1                                                                | Styhead     | 10/2024     | 05/2025      |
| 5.0 (LTS)                                                          | Scarthgap   | 04/2024     | 04/2028      |
| 4.3                                                                | Nanbield    | 11/2023     | 05/2024      |
| 4.2                                                                | Mickledore  | 05/2023     | 11/2023      |
| 4.1                                                                | Langdale    | 10/2022     | EOL          |
| 4.0 (LTS)                                                          | Kirkstone   | 05/2022     | 04/2024      |
| 3.4                                                                | Honister    | 11/2021     | EOL          |
| 3.3                                                                | Hardknott   | 04/2021     | EOL          |
| 3.2                                                                | Gatesgarth  | 11/2020     | EOL          |
| 3.1 (LTS)                                                          | Dunfell     | 04/2020     | 04/2024      |
| 3.0                                                                | Zeus        | 10/2019     | EOL          |
| 2.7                                                                | Warrior     | 04/2019     | EOL          |
| 2.6                                                                | Thud        | 11/2018     | EOL          |
| 2.5                                                                | Sumo        | 04/2018     | EOL          |
| 2.4                                                                | Rocko       | 10/2017     | EOL          |
| 2.3                                                                | Pyro        | 04/2017     | EOL          |
| 2.2                                                                | Morty       | 10/2016     | EOL          |
| 2.1                                                                | Krogoth     | 04/2016     | EOL          |
| 2.0                                                                | Jethro      | 10/2015     | EOL          |
| 1.8                                                                | Fido        | 04/2015     | EOL          |
| 1.7                                                                | Dizzy       | 10/2014     | EOL          |
| 1.6                                                                | Daisy       | 04/2014     | EOL          |
| 1.5                                                                | Dora        | 10/2013     | EOL          |
| 1.4                                                                | Dylan       | 04/2013     | EOL          |
| 1.3                                                                | Danny       | 10/2012     | EOL          |
| 1.2                                                                | Denzil      | 04/2012     | EOL          |
| 1.1                                                                | Edison      | 10/2011     | EOL          |
| 1.0                                                                | Bernard     | 2011        | EOL          |
| 0.9                                                                | Laverne     | 2010        | EOL          |
| Легенда: Старая версия Старая поддерживаемая версия Текущая версия |             |             |              |